# Mary Victoria Douglas-Hamilton
Lady Mary Victoria Douglas-Hamilton (11 decembrie 1850 – 14 mai 1922) a fost străbunica Prințului Rainier al III-lea de Monaco. A fost fiica lui William Hamilton, al 11-lea Duce de Hamilton și a soției lui Prințesa Marie de Baden. Prin bunica maternă era verișoară de gradul trei cu împăratul Napoleon al III-lea al Franței. A fost verișoară primară cu regina Carola a Saxonei, regina Stephanie a Portugaliei, regele Carol I al României și contesa Marie de Flandra (mama regelui Albert I al Belgiei).